# Catalinia castanea
Espèce
Synonymes
- Vaejovis minimus castaneus Gertsch & Soleglad, 1972
- Pseudouroctonus minimus castaneus (Gertsch & Soleglad, 1972)

Catalinia castanea est une espèce de scorpions de la famille des Vaejovidae.

## Distribution
Cette espèce est endémique de Californie aux États-Unis. Elle se rencontre dans le comté de San Diego.

## Description
La femelle holotype mesure 30,8 mm.

## Systématique et taxinomie
Cette espèce a été décrite sous le protonyme Vaejovis minimus castaneus par Gertsch et Soleglad en 1972. Elle suit son espèce dans le genre Pseudouroctonus par Stockwell en 1992. Elle est élevée au rang d'espèce et placée dans le genre Catalinia par Soleglad, Ayrey, Graham et Fet en 2017.

## Publication originale
- Gertsch & Soleglad, 1972 : « Studies of North American scorpions of the genera Uroctonus and Vejovis. » Bulletin of the American Museum of Natural History, no 148, p. 549–608 (texte intégral).